# Veliki orijent Srbije
Veliki orijent Srbije (srp. Велики oријент Србије), skraćeno VOS, je slobodnozidarski veliki orijent u Srbiji osnovan 2015. godine. Uz ovu organizaciju se vežu određene kontroverze, kao i poveznica s udrugom RVLS Beograd.

## Povijest
Nakon pravnih bitaka s Regularnom velikom ložom Srbije zbog sličnosti naziva Regularne velike lože Srbije, Beograd, veliki majstor potonje velike lože, Čedomir Vukić 16. ožujka 2015. u Beogradu osniva Veliki orijent Srbije.
Veliki orijent je u siječnju 2017. godine u Zagrebu osnovao Ložu "Ban Josip Jelačić". Ova loža je dva mjeseca kasnije uspostavila Veliki orijent Hrvatske dok je Veliki orijent Srbije "unio svjetlo" u novoformirani veliki orijent. Krajem 2017. godine u Velikom orijentu Hrvatske dolazi do raskola jer je dijelu članova smetalo što se hrvatskim masonima, preko Velikog orijenta Srbije, upravlja iz Beograda. Oni su u rujnu iste godine osnovali svoju ložu, Veliku ložu Croatia.
U srpnju 2019. godine četiri lože u Novom Sadu su se izdvojile i formirale Suverenu veliku ložu Srbije. Iste godine izdvojile su se lože koje su formirale Veliku ložu "Nikola Tesla", Veliku ložu "Mihajlo Idvorski Pupin", Velika loža Balkana i Veliku suverenu ložu Dačije.

## Ustroj
Sjedište Velikog orijenta Srbije je u Beogradu. Službeni naziv je Udruženje "Veliki orijent Srbije" starih, slobodnih & prihvaćenih zidara (Удружење "Велики оријент Србије" старих, слободних & прихваћених зидара).

### Lože
Početom 2019. godine pod okriljem Velikog orijenta navodno je radila 101 masonska loža, od toga 34 u Novom Sadu, 32 u Beogradu, pet u Somboru, tri u Subotici, po dvije u Bačkoj Palanci, Odžacima,  Srbobranu, Srijemskoj Mitrovici, Šabcu i Zrenjaninu, te po jedna u Apatin, Baču, Kikindi, Kragujevcu, Kraljevu, Nišu, Pančevu, Paraćinu, Šidu, Temerinu, Užici, Valjevu, Vrnjačkoj Banji, Zemunu i Zlatiboru.
- Loža "Arena", Beograd
- Loža "Karađorđe", Beograd
- Loža "Arhangel", Beograd
- Loža "Vojvoda Živojin Mišić", Beograd
- Loža "Viteški kralj Aleksandar Ujedinitelj", Novi Sad
- Loža "Vojvodina", Subotica
- Loža "Mihajlo Pupin Idvorski", Kikinda
- Loža "Car Lazar", Novi Sad
- Loža "Premijer", Novi Sad
- Loža "Kralj Petar Osloboditelj", Pančevo
- Loža "Sloboda", Beograd
- Loža "Vojvoda Stojan Čupić", Beograd
- Loža "Sveti Sava", Novi Sad
- Loža "Stevan Sinđelić", Niš
- Loža "Despot Stefan", Beograd
- Loža "Knez Mihailo Obrenović", Kragujevac
- Loža "Vasilije Ostroški", Beograd
- Loža "Sveti Simeon Mirotočivi", Paraćin
- Loža "Miloš Obilić", Beograd
- Loža "Stefan Nemanja", Novi Sad
- Loža "Beograd", Beograd
- Loža "Petrovgrad", Zrenjanin
- Loža "Sirmium", Sremska Mitrovica
- Loža "Đorđe Weifert", Beograd
- Loža "Knez Miloš Obrenović", Beograd
- Loža "Jovan Jovanović Zmaj", Novi Sad
- Loža "Gavrilo Princip", Beograd
- Loža "Zmaj Ognjeni Vuk", Sombor
- Loža "Archibald Reiss ", Novi Sad
- Loža "Kapetan Petar Želalić", Beograd
- Loža "Blagodat Svetog Nikole", Beograd
- Loža "Kralj Milutin Nemanjić", Vrnjačka Banja
- Loža "Nikola Altomanović", Užice
- Loža "Neimar", Beograd
- Loža "Mudrost", Šabac
- Loža "Srpska zadruga", Beograd
- Loža "Srpski vitez Kosančić Ivan", Novi Sad
- Loža "Pobjednik", Beograd
- Loža "Podrška", Novi Sad
- Loža "Vladislav Petković Dis", Novi Sad
- Loža "Dominus", Bačka Palanka
- Loža "Car Dušan Silni", Beograd
- Loža "Hilandar ", Odžaci
- Loža "Svjetlost", Beograd
- Loža "Feniks", Beograd
- Loža "Mir", Beograd
- Loža "Svjetlost Balkana", Novi Sad
- Loža "Prometej", Beograd
- Loža "Kabinet", Novi Sad
- Loža "Pobratim", Sombor
- Loža "Dunav", Apatin
- Loža "Svetovid M", Zemun
- Loža "Vuk Stefanović Karadžić", Novi Sad
- Loža "Sveti Jovan Krstitelj", Novi Sad
- Loža "Svjesnost", Beograd
- Loža "Jedinstvo", Subotica
- Loža "Stefan Prvovjenčani", Kraljevo
- Loža "Vladika Nikolaj", Valjevo
- Loža "Singidunum", Beograd
- Loža "Dositej Obradović", Beograd
- Loža "Temelj i stubovi", Beograd
- Loža "Stražarska vatra 1913", Bačka Palanka
- Loža "Milutin Milanković", Novi Sad
- Loža "Hevron", Srbobran
- Loža "Grof Sava Vladislavić Raguzinski", Novi Sad
- Loža "Zavjet", Beograd
- Loža "Bard", Srbobran
- Loža "General Stepa Stepanović", Odžaci
- Loža "Tvrđava", Bač
- Loža "Jovan Dučić", Beograd
- Loža "Božur", Novi Sad
- Loža "Preobraženje", Novi Sad
- Loža "Lukijan Mušicki", Temerin
- Loža "Srpski vitez Pavle Orlović", Novi Sad
- Loža "Vojvoda Radomir Putnik", Novi Sad
- Loža "Bijeli orao", Zrenjanin
- Loža "Aura", Subotica
- Loža "Kolovrat", Sombor
- Loža "Heruvim", Novi Sad
- Loža "Damjan Branković", Novi Sad
- Loža "Akacija", Novi Sad
- Loža "Vuk", Novi Sad
- Loža "Grof Jovan Branković", Sombor
- Loža "Svjetlo snage", Beograd
- Loža "Dragutin Gavrilović", Novi Sad
- Loža "Gospodar Jevrem", Šabac
- Loža "Divizija", Novi Sad
- Loža "Patrijarh Pavle", Novi Sad
- Loža "Budućnost", Novi Sad
- Loža "Euclid", Novi Sad
- Loža "Sveti Đorđe", Zlatibor
- Loža "Aleks Mandušić", Novi Sad
- Loža "Sveti Nikolaj", Šid
- Loža "Probitas", Sremska Mitrovica
- Loža "Prota Mateja Nenadović", Beograd
- Loža "Nikola Pašić", Beograd

U okviru ove velike lože radile su i
- Loža "Ban Josip Jelačić", Zagreb – izdvojila se 2017. godine i formirala Veliki orijent Hrvatske.
- Loža "Petar II Petrović Njegoš", Novi Sad – izdvojila se 2019. godine i formirala Suverenu veliku ložu Srbije.[5]
- Loža "Ivo Andrić", Novi Sad – izdvojila se 2019. godine i formirala Suverenu veliku ložu Srbije.[5]
- Loža "Svetozar Miletić", Novi Sad – izdvojila se 2019. godine i formirala Suverenu veliku ložu Srbije.[5]
- Loža "Alma Mons", Novi Sad – izdvojila se 2019. godine i formirala Suverenu veliku ložu Srbije.[5]
- Loža "Nikola Tesla", Sombor – izdvojila se 2019. godine i formirala Veliku ložu "Nikola Tesla".[9]

### Popis velikih majstora
Dosadašnji veliki majstori Velikog orijenta Srbije su:
1. Čedomir Vukić (2015. – 2017.)
2. Dušan Vukić (od 2017.)

### Obred
Primarni masonski obred Velikog orijenta Srbije je Drevni i prihvaćeni škotski obred. Velika loža upravlja simboličkim stupnjevima plave lože (učenik, pomoćnik i majstor) dok je upravljanje visokim stupnjevima delegirano na Vrhovni savjet 33. poslednjeg stupnja Drevnog i priznatog škotskog reda slobodnih zidara Srbije.

## Velika ženska loža
U Beogradu je 15. lipnja 2020. godine osnovana Velika ženska loža Veliki orijent Srbije (Велика женска ложа велики оријент Србије). Istog dana osnovan je i Vrhovni savjet 33. stupnja (srp.  Врховни савет 33. степена), dodatni red ove velike ženske lože koji upravlja visokim stupnjevima Škotskog obreda. Obje ove organizacije vodi Martina Vukić.

## Vanjske poveznice
- Službena stranica